# Mondo caldo di notte
Mondo caldo di notte è un film del 1962, diretto da Renzo Russo.